# Tobias Birchler
Tobias Birchler (* 29. Juli 1997) ist ein ehemaliger Schweizer Skispringer.

## Werdegang
Birchler, der für den SC Einsiedeln startet, gab sein internationales Debüt bei Junioren-Springen 2002. Dabei bewies er schnell gute Leistungen und wurde im August in Hinterzarten Vierter. Im Januar 2012 kam er an gleicher Stelle erstmals im Alpencup zum Einsatz. Sein erstes Springen im FIS-Cup bestritt Birchler schliesslich im Oktober 2012 in Einsiedeln.
Im September 2013 erhielt Birchler erstmals einen Startplatz im Rahmen des Skisprung-Continental-Cups von Klingenthal. Nach der Disqualifikation im ersten Springen erreichte er im zweiten Springen den 53. Platz. Da er damit keine Punkte gewann, verblieb er auch weiterhin im C-Kader und startete auch weiter im FIS- und im Alpencup.
Bei den Schweizer Meisterschaften im Skispringen 2013 im französischen Chaux-Neuve gewann Birchler gemeinsam mit Pascal Sommer, Andreas Schuler und Pascal Kälin seinen zweiten Schweizer Meistertitel. Zudem sicherte er sich den Titel in der Junioren-Klasse. Im Dezember kam Birchler in Engelberg noch einmal im Continental Cup zum Einsatz. Dabei blieb er jedoch erneut ohne Punkte.
Bei den Junioren-Weltmeisterschaften 2014 im Val di Fiemme erreichte er mit der Mannschaft im Teamspringen den siebenten Platz. Im Sommer 2014 bekam er noch einmal die Nominierung für den Continental Cup in Wisła, verpasste aber mit zwei 41. Plätzen auch zweimal die Punkteränge.
Für die Saison 2014/15 wurde Birchler erneut in den C-Kader nominiert.